# Linkou Yizu Miaozu Xiang
Linkou Yizu Miaozu Xiang (kinesiska: 林口, 林口彝族苗族乡) är en socken i Kina. Den ligger i provinsen Yunnan, i den sydvästra delen av landet, omkring 360 kilometer nordost om provinshuvudstaden Kunming. Antalet invånare är 39 051. Befolkningen består av 18 442 kvinnor och 20 609 män. Barn under 15 år utgör 32 %, vuxna 15-64 år 61 %, och äldre över 65 år 5,0 %.
Genomsnittlig årsnederbörd är 1 152 millimeter. Den regnigaste månaden är juli, med i genomsnitt 224 mm nederbörd, och den torraste är december, med 19 mm nederbörd.